# Nadira Banu
Nadira Banu Begum (fallecida el 6 de junio de 1659) fue una princesa mogola y consorte del príncipe imperial Dara Shikoh, heredero del quinto emperador mogol Shah Jahan.

## Biografía
La princesa "Shahzadi" Nadira nació en el seno de la dinastía Timur, siendo hija del sultán Parvez Mirza (segundo hijo del emperador Jahangir) y de su esposa Iffat Jahan Banu Begum. Los abuelos paternos de la princesa fueron el emperador Jahangir y su segunda esposa Sahib-i-Jamal mientras que su madre, Iffat Jahan Banu Begum, también fue una princesa mogola por ser la hija del Sultan Murad Mirza (segundo hijo del emperador Akbar y de su esposa Salima Sultan Begum). Nadira fue, así, una princesa mogola de un linaje muy puro, al ser una princesa timúrida tanto por parte paterna como materna.
El tío paterno de Nadira fue el emperador Shah Jahan, quien más tarde también se convirtió en su suegro. Fue considerada como una de las mujeres más hermosas y más inteligentes de su época. Su futuro marido se informó sobre ella y se mostró muy ansioso por desposarla, tuvieron una buena relación durante toda la turbulenta vida del príncipe imperial.

## Matrimonio
Los esponsales fueron pactados por la madre de Dara (Mumtaz Mahal), cuando los dos jóvenes eran aún adolescentes. Cuando la emperatriz falleció durante el parto de su última hija, Gauharara Begum, los preparativos de la boda se detuvieron y el Imperio Mongol se sumió en el luto, mientras Shah Jahan se consumía de dolor. Después de que el emperador fuera persuadido por su hija Jahanara Begum, éste intentó reanudar su vida y le dejó supervisar los preparativos de la boda.
La princesa se casó con su primo-hermano, el príncipe Dara Shikoh, el 1 de febrero de 1633 en Agra, en medio de grandes celebraciones, mucha pompa y mucha grandeza. La ceremonia "Nikah", tuvo lugar después de medianoche. El matrimonio fue muy acertado, ya que Nadira y Dara estaban hechos el uno para el otro, y el amor que profesaba Dara hacia su esposa fue mucho más fiel que el que Shah Jahan había profesado a Mumtaz Mahal porque, a diferencia de su padre, él solo tuvo una esposa.
Nadira es descrita en las crónicas mogolas como una mujer no menos bella que su suegra (Mumtaz Mahal) y, tal vez, con la misma valentía y lealtad. Dio a luz a ocho hijos, pero solo tres de ellos sobrevivieron.
Nadira y Jahanara se llevaron muy bien, se cree que esto se debió a la intervención de Jahanara en la planificación de su boda y a que la princesa y el hermano de Jahanara se enamoraran. Jahanara Begum había decidido apoyar a su hermano en cualquier cosa, ya que era el hermano más querido para ella.
Las declaraciones externas del cariño que Jahanara sentía por su hermano menor sin duda fortalecieron la relación entre ella y la princesa Nadira y, cuando falleció, dejó toda su fortuna a una de las hijas de Nadira.

### Descendencia
Nadira y su esposo tuvieron ocho hijos, cuatro niñas y cuatro niños:
- Una hija (29 de enero de 1634 -?). Fallecida en la infancia.
- Shahzada Sultan Sulaiman Shikoh (1635 - 1662). Casado con la hija de Khwaja 'Abdu'l-Rahman ibn 'Abdu'l-Aziz Naqshabandi. Tuvo descendencia.
- Shahzada Mir Shah (4 de julio de 1638 -?). Falleció en la infancia.
- Shahzadi Pak-Ni'had Banu Begum (5 de septiembre de 1641). No llegó a la edad adulta.
- Shahzada Mumtaz Shikoh (16 de agosto de 1643). Fallecido en la infancia.
- Shahzada Sultan Muhammad Siphir Shikoh (1644 - 1708). Se casó con su prima, la princesa Zubdat-un-Nissa, hija del emperador Aurangzeb. Tuvo descendencia.
- Shahzadi Jahanzeb Banu Begum (? - 1705). Se casó con el príncipe Azam Shah, hijo del emperador Aurangzeb. Tuvo descendencia.
- Sahzadi Amal-un-Nissa Begum.

## Muerte
Nadira falleció el 6 de junio de 1659, a consecuencia de la disentería, mientras se encontraba con su esposo y familia en Baluchistán. Había sido una esposa fiel y dedicada a su marido y familia, acompañó a su esposo durante todas sus penurias y compartió con él todas sus andanzas. Su muerte fue tan dolorosa para Dara que dejó de importarle su propio destino, sellando así su propia sentencia de muerte.
El último deseo de la princesa Nadira fue ser sepultada en la India y, sin tener en cuenta las consecuencias de su petición, Dara envió el cadáver de su difunta esposa a Lahore junto con un séquito de soldados para sepultarla allí. La tumba de la princesa se construyó junto al sepulcro de Mian Mir en Lahore, Pakistán, que había sido el instructor espiritual de Dara Shikoh.